# رحلة إيروميست خاركيف رقم 2137
رحلة إيروميست خاركيف رقم 2137 هي حادثة تحطم طائرة أنتونوف أن-140 التي وقعت في 23 ديسمبر 2002 بالقرب من مدينة أردستان في إيران، وأسفرت عن مقتل جميع من كانوا على متنها وعددهم 44 شخصًا، من بينهم عدد من المتخصصين في الطيران من روسيا وأوكرانيا.

## حادث
كانت الطائرة في رحلة من خاركيف بأوكرانيا إلى أصفهان بإيران، وقد توقفت في طرابزون بتركيا للتزود بالوقود. أثناء الهبوط ليلاً في مطار أصفهان الدولي، اصطدمت الطائرة بأرض مرتفعة مما أسفر عن مقتل جميع من كانوا على متنها. كان الركاب، من بينهم عدد من المتخصصين والمسؤولين الروس والأوكرانيين، متوجهين لحضور الافتتاح الرسمي لطائرة أخرى من إنتاج إيران وهي طائرة أنتونوف أن-140 للرحلات المحلية، المرخصة من مكتب تصميم أنتونوف. في البداية، قال المسؤولون الإيرانيون إنهم يعتقدون أن خطأ الطيار كان سبب الحادث، لكنهم عدلوا لاحقًا بأن الوقت لا يزال مبكرًا لتحديد سبب الحادث بدقة. وقد نُشر ملخص موجز للتقرير على موقع فلايت جلوبال.

## التحقيق
استُرجع مسجل بيانات الرحلة للطائرة، وأشارت التحقيقات الأولية في الحادث إلى أن السبب الرئيسي كان “أخطاء إجرائية في الملاحة من قبل الطاقم”. خلص تقرير لجنة الطيران المشتركة لدول رابطة الدول المستقلة إلى أن الأسباب الرئيسية للحادث كانت سوء إدارة الطاقم، وعدم تطبيق إجراءات الهبوط، والاستخدام الخاطئ لنظام الملاحة عبر الأقمار الصناعية (GPS) للطائرة، بما يخالف متطلبات التشغيل وتصنيفهم لاستخدامه أثناء الهبوط؛ كما فشلوا في استخدام المعلومات من أجهزة الملاحة الأخرى المثبتة؛ وعدم السعي إلى اتباع مسار هبوط بديل عندما أدركوا أن نظام الـ GPS لا يمكن أن يعطي قراءات واقعية لقياس المسافة.